# Калачёв, Александр Григорьевич
Александр Григорьевич Калачёв (3 ноября 1914 — 7 ноября 2009) — советский агроном
, партийный работник сельского хозяйства, Герой Социалистического Труда (1958).

## Биография
Родился 3 ноября 1914 года на хуторе Карагочный станицы Михайловской Хопёрского округа Области войска Донского.
После окончания 7-летней школы в 1933 году — поступил в Урюпинский сельскохозяйственный техникум, который окончил в 1937 году.
Работал участковым агрономом Салтынской МТС Хопёрского района Сталинградской области. Член ВКП(б) с 1939 года. В 1938 году по решению Хопёрского РК ВКП(б) назначен старшим агрономом совхоза «Хопёрский пионер» (до декабря 1941 года), затем — заместителем начальника политотдела, секретарем парткома совхоза «Хопёрский пионер» (до мая 1942 года).
Весной 1942 года был призван на фронт, парторг 20-й артиллерийской Оршанской дивизии. Воевал под Орлом, на Белорусском и Прибалтийском фронтах.
После демобилизации в 1946 году вернулся в совхоз «Хопёрский пионер» на должность старшего агронома. В июле 1947 года по решению обкома ВКП(б) назначен директором совхоза «Коммунист» Медведицкого района Сталинградской области.
С декабря 1949 года на протяжении 11 лет работал директором совхоза «Ударник» Чернышковского района. С ноября 1951 по ноябрь 1952 — учился в г. Чкалове на курсах директоров совхозов. В 1957 году окончил сельскохозяйственный институт.
За выдающиеся успехи в развитии сельского хозяйства в 1958 году удостоен звания Героя Социалистического Труда.
С 1969 года А. Г. Калачёв возглавлял областное управление мелиорации и водного хозяйства. Неоднократно избирался депутатом райсовета депутатов трудящихся и членом райкома. Был делегатом XXIII съезда КПСС.
По состоянию на 2009 год проживал в Волгограде.
Дочь — Людмила Шечкова.
Умер 7 ноября 2009 года.

## Награды
- Герой Социалистического Труда.
- Награждён орденом Ленина, орденами Красной Звезды и Отечественной войны, двумя орденами Трудового Красного Знамени, орденом «Знак Почета», а также медалями, среди которых «За отвагу» и «За победу над Германией».

## Память
- В 2005 году в центре посёлка Чернышковский был торжественно открыт Мемориал Героев, где установлены памятные доски с портретами Героев Социалистического Труда, Героев Советского Союза и России. Среди них — А. Г. Калачев[4].